# جيمس بي. كيلي
جيمس بي. كيلي (بالإنجليزية: James B. Kelly)‏ هو سياسي أمريكي، ولد في 28 مايو 1941 ببيتسبرغ في الولايات المتحدة. حزبياً، نشط في الحزب الجمهوري. وقد انتخب عضو مجلس نواب بنسيلفانيا.